# Wakana Kabasawa
Wakana Kabasawa (japanisch 樺沢 和佳奈 Kabasawa Wakana; * 24. März 1999 in der Präfektur Gunma) ist eine japanische Leichtathletin, die sich auf den Langstreckenlauf spezialisiert hat.

## Sportliche Laufbahn
Erste internationale Erfahrungen sammelte Wakana Kabasawa bei den Crosslauf-Weltmeisterschaften 2015 in Guiyang, bei denen sie nach 21:48 min auf den 29. Platz im U20-Rennen gelangte. Anschließend belegte sie bei den Jugendweltmeisterschaften in Cali in 4:32,50 min den zwölften Platz im 1500-Meter-Lauf. Im Jahr darauf belegte sie bei den U20-Weltmeisterschaften in Bydgoszcz in 9:10,20 min den neunten Platz über 3000 Meter und bei den Crosslauf-Weltmeisterschaften 2017 in Kampala wurde sie nach 21:20 min 31. im U20-Rennen. 2024 nahm sie im 5000-Meter-Lauf an den Olympischen Sommerspielen in Paris teil und verpasste dort mit 15:50,86 min den Finaleinzug.

## Persönliche Bestzeiten
- 1500 Meter: 4:11,53 min, 22. September 2023 in Gifu
- 3000 Meter: 8:53,99 min, 13. Juli 2024 in Shibetsu
- 5000 Meter: 15:18,76 min, 2. Dezember 2023 in Yokohama
- 10.000 Meter: 31:45,19 min, 10. Dezember 2023 in Tokio
- Halbmarathon: 1:10:13 h, 11. Februar 2024 in Yamaguchi